# Станция переливания крови

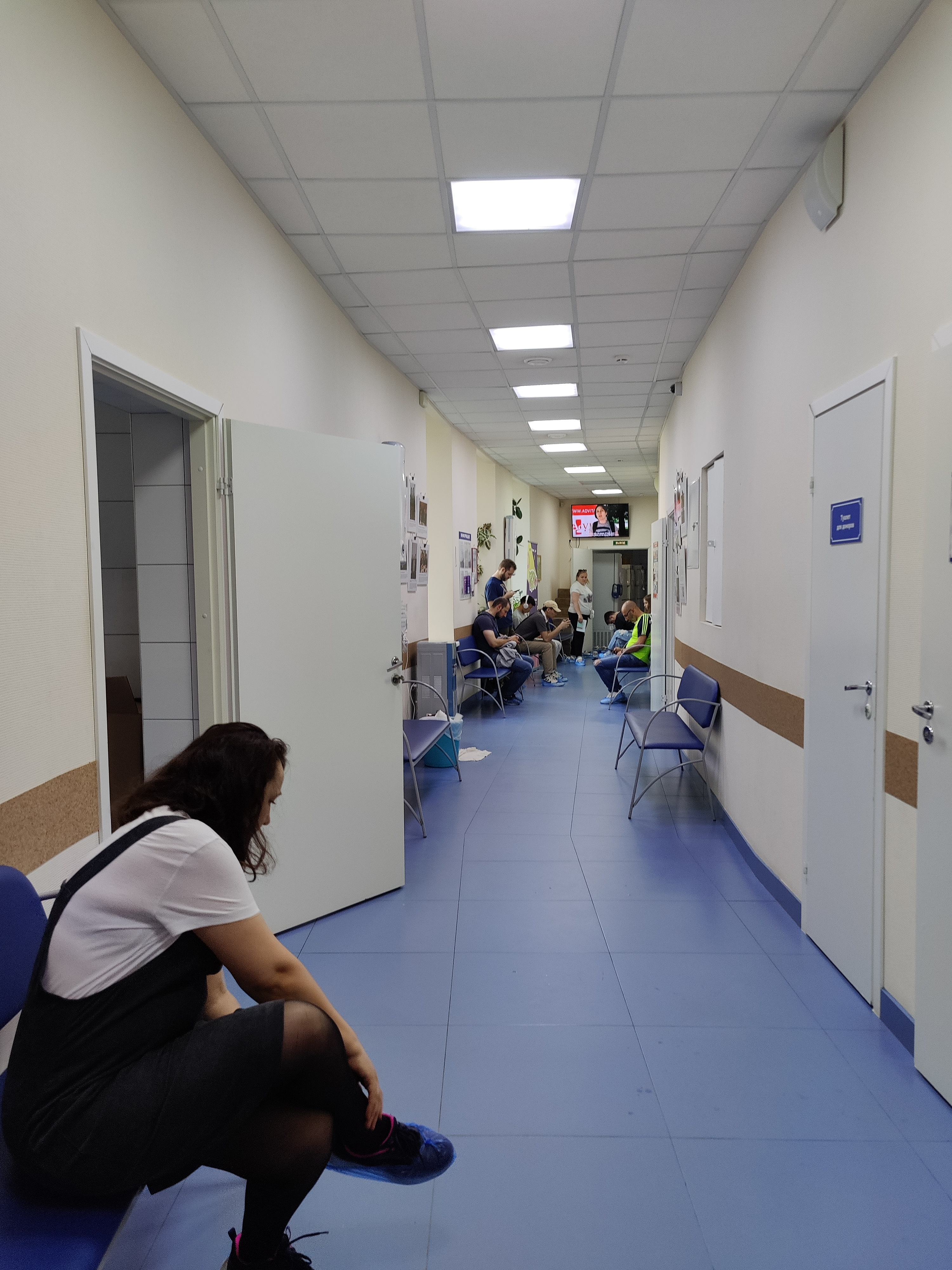
Доноры на станции переливания крови Первого государственного медицинского университета

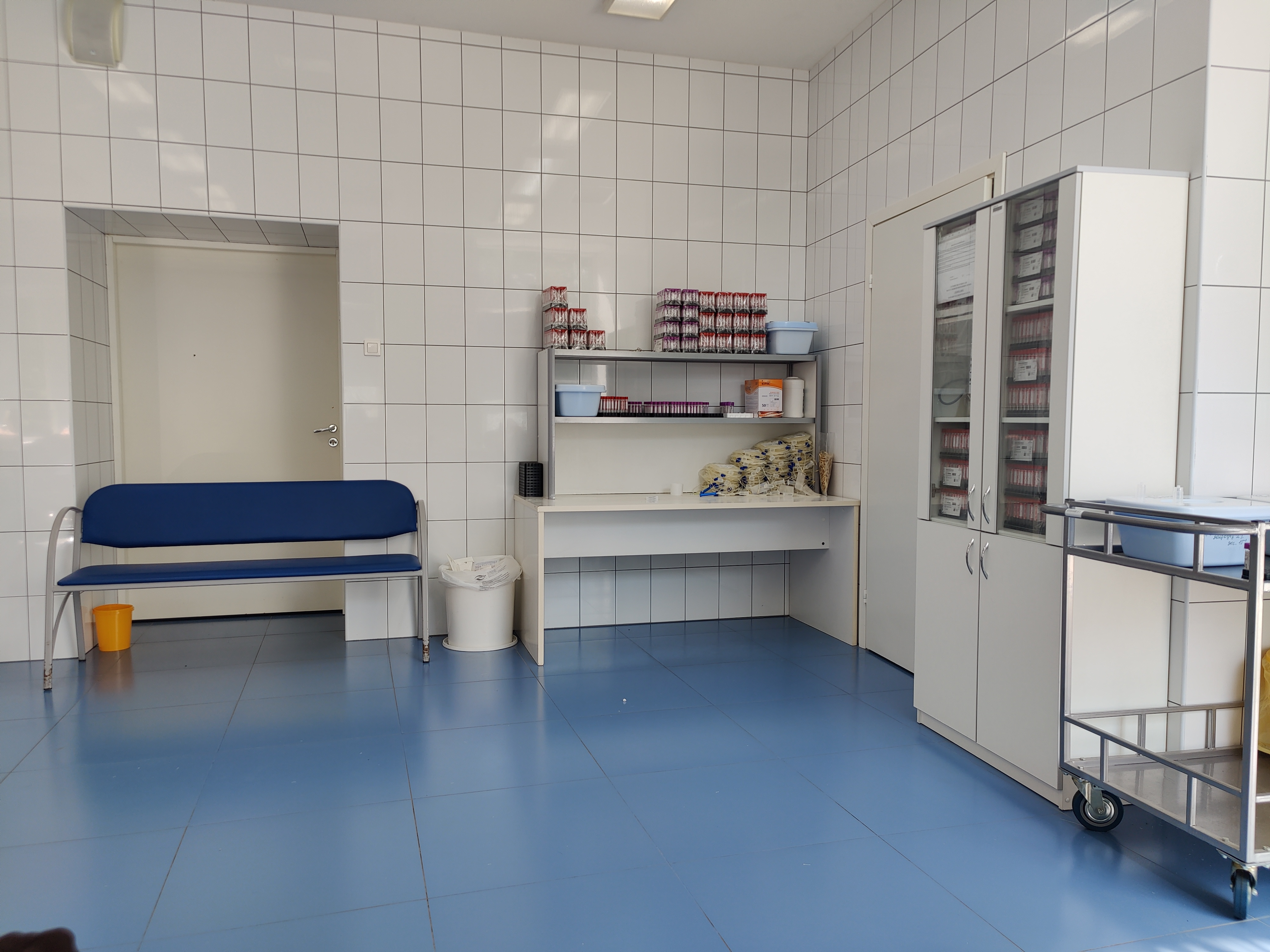
Часть зала для забора крови Первого медицинского университета

Ста́нция перелива́ния кро́ви — базовое медицинское учреждение Службы крови. По своему расположению бывают республиканские (РСПК), краевые (КСПК), областные (ОСПК), городские (ГСПК) станции.

## Задачи СПК
- Координирование работы службы крови в регионе;
- планирование, комплектация, учёт и обследование донорских кадров;
- заготовка и переработка крови;
- контроль над заготовкой консервированной крови, её компонентов и препаратов;
- производство необходимых лабораторных исследований крови;
- оказание консультативной трансфузиологической помощи, подготовка кадров.

## Документы, выдаваемые донору
Если донора не допустили к процедуре сдаче крови по медицинским показаниям, ему выдаётся «Справка донору об обследовании». Этот документ после заполнения является основанием для освобождения донора от работы на время, затраченное им на обследование в учреждении Службы крови, с сохранением средней заработной платы.
Если донора допустили к сдаче крови, плазмы и других компонентов крови, но по техническим причинам не взяли кровь, ему выдаётся такая же справка.
Если донора допустили к сдаче крови и процедура успешно проведена, то ему выдаётся «Справка донору об освобождении от работы в день кроводачи и предоставлении ему дополнительного дня отдыха». По желанию этот день отдыха может быть присоединён к ежегодному отпуску или использован в другое время в течение года после дня сдачи крови или её компонентов.
В случае, если в день сдачи крови донор вышел на работу, согласовав это с руководителем, ему должны предоставить другой день отдыха. При сдаче крови за донором сохраняются средний заработок за все дни сдачи и предоставленные в связи с этим дни отдыха. В день сдачи крови донора обеспечивают бесплатным питанием, либо выдают деньги на питание, или продуктовый набор на эту же сумму.
Кроме того, каждому донору выдаётся медицинская страховка за счёт средств Службы крови. Охрану здоровья донора гарантирует государство: в случае причинения вреда здоровью донора ущерб будет обязательно возмещён и, кроме того, будут компенсированы расходы на лечение.